# 巴鲁赫·什迈洛夫
巴鲁赫·什迈洛夫（希伯來語：ברוך שמאילוב，1994年9月2日—），以色列男子柔道运动员，2014年欧洲U23柔道锦标赛男子66公斤级金牌得主、2020年夏季奥林匹克运动会混合团体铜牌得主。